# لاندا کژدم
لاندا کژدم یک ستاره است که در صورت فلکی کژدم قرار دارد.